# Internet Explorer
Internet Explorer (vroeger bekend als Microsoft Internet Explorer en later Windows Internet Explorer, afgekort als IE of MSIE) is een reeks grafische webbrowsers ontwikkeld door Microsoft en is onderdeel van Microsoft Windows, een reeks besturingssystemen. De ontwikkeling is gestart in 1995. Internet Explorer is voor het eerst gelanceerd als onderdeel van Plus! for Windows 95 later dat jaar. Latere versies waren beschikbaar als gratis downloads of Service Packs. Ook was Internet Explorer onderdeel van de OEM-versies van Windows 95 en later.
Internet Explorer was de meest gebruikte webbrowser ter wereld sinds 1999 met een piek in 2002 en 2003 van 95% van de markt. Sindsdien is het gebruik afgenomen door de lancering van Safari (2003), Mozilla Firefox (2004), Google Chrome (2008) en op Chromium-gebaseerde browsers. In de eerste helft van 2012 stabiliseerde het marktaandeel, waarna het terug begon aan een groei. Alle van deze hebben nu een deel van de markt in handen. In februari 2013 had Microsofts browser 55,82% van de markt in handen. Microsoft gaf meer dan 100 miljoen Amerikaanse dollars uit per jaar voor Internet Explorer in de late jaren 90. Meer dan 1000 mensen werkten aan Internet Explorer in 1999.
Sinds de eerste release van Internet Explorer 1 heeft Microsoft verschillende nieuwe mogelijkheden en technologieën toegevoegd, zoals tabellen (versie 1.5), XMLHttpRequest (versie 5.0), waarmee dynamische pagina's kunnen worden gemaakt, en Internationalized Domain Name (IDN) (versie 7.0), waarmee websites niet-Latijnse tekenset kunnen gebruiken. De browser maakt ook gebruik van technologie van derden (zoals de broncode van Spyglass Mosaic, waar de eerste versies van Internet Explorer op zijn gebaseerd). Verder heeft Internet Explorer veel last gehad van veiligheidslekken. Zowel de Verenigde Staten van Amerika als de Europese Unie hebben rechtszaken gevoerd tegen Microsoft vanwege de integratie van Internet Explorer in Windows.
De nieuwste stabiele release, Internet Explorer 11, is een gratis update voor Windows 7 en Windows Server 2008 R2 en wordt meegeleverd met Windows 8.1 Update en Windows Server 2012 R2 Update. De nieuwste versie voor Windows Phone 8.1 is Internet Explorer 11 Mobile. Internet Explorer for Xbox 360 is vrijgegeven in 2012 met als eerste en huidige versie Internet Explorer 9. Voor de Xbox One zal in het begin Internet Explorer 10 als basis worden gebruikt. Vroeger waren er ook nog versies voor Mac en UNIX, respectievelijk Internet Explorer for Mac en Internet Explorer for UNIX. Internet Explorer wordt in Windows 10 opgevolgd door een nieuwe browser, genaamd Microsoft Edge.

## Geschiedenis

### Kort versieoverzicht en ondersteuning
| Legenda            | Legenda          | Legenda               | Legenda                 | Legenda            |
| ------------------ | ---------------- | --------------------- | ----------------------- | ------------------ |
| Mainstream support | Extended support | Niet meer ondersteund | Ondersteunde testversie | Toekomstige versie |

| Versie             | Sub     | Patch   | Release          | Belangrijkste wijzigingen | Onderdeel van         |
| ------------------ | ------- | ------- | ---------------- | --- | --------------------- |
| 1                  | 1.0     | --      | Augustus 1995    | Eerste uitgave. | 95 Plus!              |
| 2                  | 2.0     | --      | November 1995    | Ondersteuning voor HTML-tabellen, SSL, cookies, VRML en nieuwsgroepen. | NT 4.0, 95 OSR1       |
| 3                  | 3.0     | --      | Augustus 1996    | Ondersteuning voor VBScript, JScript, CSS en Java. | 95 OSR2               |
| 4                  | 4.0     | --      | September 1997   | Betere ondersteuning voor HTML, CSS, Microsoft DOM. | 98, 95 OSR2.5         |
| 5                  | 5.0     | --      | Maart 1999       | Ondersteuning voor CSS2, XML/XSL. | 98 SE, 2000           |
| 5                  | 5.5     | --      | Juli 2000        | Betere ondersteuning voor CSS, frames. | Me                    |
| 6                  | 6.0     | SP3     | 27 augustus 2001 | Betere naleving van W3C, pop-up/ActiveX-blokkeerder, add-onmanager. | XP                    |
| 7                  | 7.0     | --      | 18 oktober 2006  | Ondersteuning voor PNG-alfakanalen, CSS-bugfixes, getabd browsen, RSS-integratie, snelle tabs, verschuifbare tabs, phishing-filter, nieuwe interface.                               | Vista, Phone 7        |
| 8                  | 8.0     | --      | 19 maart 2009    | Beter naleven standaarden, CSS 2.1-ondersteuning, betere ondersteuning voor RSS, AJAX, SmartScreen-filter en Webslices.                                                             | 7                     |
| 9                  | 9.0     | 9.0.61  | 14 maart 2011    | Betere prestaties bij grafische onderdelen, ondersteuning voor HTML5 en CSS 3, sneller JavaScript, nieuwe UI, downloadbescherming met SmartScreen-filter, integratie met Windows 7. | Phone 7.5, Xbox 360   |
| 10                 | 10.0    | 10.0.49 | 4 september 2012 | App voor Windows 8, betere ondersteuning voor HTML5 en CSS3, ingebouwde spellingscontrole en ondersteuning voor Do Not Track.                                                       | 8, Phone 8, Xbox One  |
| 11                 | 11.0    | 11.0.4  | 17 oktober 2013  | Betere ondersteuning voor HTML5 en CSS3, nieuwe useragent (UA), tabsynchronisatie, nieuwe ontwikkelaarstools, WebGL, SPDY, Leesweergave.                                            | 8.1                   |
| 11                 | 11.0.7  | 11.0.41 | 8 april 2014     | Enterprise Mode, nieuwe functies in de ontwikkelaarshulpmiddelen, verbeterde ondersteuning voor WebGL en ECMAScript 5.1, beter ondersteuning voor verticaal schrijven.              | Phone 8.1, 8.1 Update |
| 11                 | 11.0.11 | 11.0.41 | 12 augustus 2014 | Verbeterde ondersteuning voor WebGL, nieuwe functies in ontwikkelaarshulpmiddelen, verbeterde prestaties, beginsels voor WebDriver-ondersteuning, zoekvak op "Nieuwe tab"-pagina.   | Phone 8.1 Update      |
| 11                 | 11.0.15 | 11.0.41 | 9 december 2014  | Nieuwe interface voor de ontwikkelaarshulpmiddelen met verbeterde functionaliteit, opt-in voor het blokkeren van SSL 3.0 fallback.                                                  | 10                    |
| 11                 | 11.0.25 | 11.0.41 | 12 november 2015 | Verbeterde Enterprise Modus, simpeler beheer. | 10 November Update    |
| 11                 | 11.0.33 | 11.0.41 | 12 juli 2016     | Verbeterde Enterprise Modus, simpeler beheer. | 10 Anniversary Update |
| 11                 | 11.0.41 | 11.0.41 | 11 april 2017    | "Nieuwe Edge tab" is toegevoegd aan de tab balk, nieuwe "Nieuwe tab" pagina. | 10 Creators Update    |
| Zie Microsoft Edge |         |         |                  | |                       |

Enkel en alleen de laatste versie van Internet Explorer voor het respectievelijke OS wordt ondersteund.

### Internet Explorer 1
De eerste versie van Internet Explorer (later Internet Explorer 1 genoemd) werd vrijgegeven op 16 augustus 1995. Het was een verbeterde versie van Spyglass Mosaic waar Microsoft een licentie op had. Het werd meegegeven met het Microsoft Plus! for Windows 95 pakket. Het werd geïnstalleerd als onderdeel van de Internet Jumpstart Kit in Plus!. Het team achter Internet Explorer bestond bij IE1 uit 6 personen. Internet Explorer 1.5 werd enkele maanden later vrijgegeven voor Windows NT. Gelijktijdig werd ondersteuning voor tabellen toegevoegd.

### Internet Explorer 2
Internet Explorer 2 is vrijgegeven voor Windows 95, Windows NT 3.5 en Windows NT 4.0 op 22 november 1995 (na de 2.0 bèta van oktober). Nieuw was onder andere de ondersteuning voor SSL, cookies, VRML, RSA en nieuwsgroepen. Versie 2 was ook de eerste release voor Windows 3.1 en Macintosh System 7.0.1 (PPC en 68k), al kwam de Macversie pas in januari 1996 voor PPC en in april voor 68 k. Versie 2.1 voor Mac werd gelanceerd in augustus 1996, terwijl Windows al de beschikking kreeg over versie 3. Versie 2 werd meegeleverd met Windows 95 OSR 1 en Microsofts Internet Starter Kit for Windows 95 in het begin van 1996. IE2 was beschikbaar in 12 talen, dit werd uitgebreid in april 1996 voor Windows 95, Windows 3.1 en Mac naar respectievelijk 24, 20 en 9 talen.

### Internet Explorer 3
Internet Explorer 3 werd vrijgegeven op 13 augustus 1996 en werd de eerste populaire versie van Internet Explorer. IE3 was de eerste grote browser met ondersteuning voor CSS, toch was deze ondersteuning nog niet volledig. IE3 bracht ook ondersteuning voor ActiveX-controls, Java-applets, inline multimedia en het PICS-systeem voor metadata. Versie 3 was gebundeld met Internet Mail and News, NetMeeting en het Windows Adresboek. IE3 werd meegeleverd met Windows 95 OSR 2. Versie 3 werd zeer populair en in de maanden na de release werden diverse kwetsbaarheden gevonden door onderzoekers en hackers. Deze versie was ook de eerste die als logo gebruikmaakt van het 'blauwe e'-logo. Het IE-team was ondertussen gegroeid naar 100 mensen in de 3 maanden durende ontwikkeling. IE3 werd ook meegeleverd met de Microsoft Office 97-cd-rom.

### Internet Explorer 4
Internet Explorer 4 werd uitgebracht in september 1997. De integratie van de browser in het onderliggende besturingssysteem was verbeterd. Het installeren van IE4 onder Windows 95 of Windows NT 4 en het gebruiken van Windows Desktop Update resulteerde in het vervangen van de standaard Windows Explorer door een versie die meer gelijk was aan Internet Explorer. De diepe integratie in Windows was aanleiding voor diverse rechtszaken. Internet Explorer 4 introduceerde de ondersteuning voor Group Policies, dit geeft bedrijven de toegang om instellingen van de browser te blokkeren voor gebruikers. In IE4 werd Internet Mail and News vervangen door Outlook Express. Microsoft Chat en een verbeterde versie van NetMeeting waren ook meegeleverd. IE4 werd ook standaard meegeleverd met Windows 98. IE4.5 bracht nieuwe functies zoals betere 128 bit-encryptie. Ook werd de stabiliteit dramatisch verbeterd. Ook stelde Microsoft porteringen voor Solaris 2.5.1 en andere Unix-besturingssystemen vrijelijk beschikbaar.
Met de introductie van IE4 begon de browseroorlog.

### Internet Explorer 5
Internet Explorer 5, vrijgegeven op 18 maart 1999, was meegeleverd met Windows 98 SE en werd ook gebundeld met Office 2000. Deze versie bracht ondersteuning voor bi-directional tekst, ruby-characters, XML, XSLT en de mogelijkheid om websites op te slaan in het MHTML-formaat. IE5 was gebundeld met Outlook Express 5. Ook werd XMLHttpRequest gelanceerd. Dit was de laatste 16 bit-versie van IE. IE5.01, een versie die enkele bugs moest oplossen, werd meegegeven met Windows 2000 en werd vrijgegeven in december 1999. IE5.5 volgde in juli 2000. In deze versie was de printerpreview verbeterd. Ook was de ondersteuning voor CSS en HTML verbeterd. Deze versie was gebundeld met Windows Me. Versie 5 was tevens de laatste versie van IE die beschikbaar was voor Mac en UNIX. Ondertussen groeide het IE-team tot 1.000 mensen in 1999. Een laatste versie, Internet Explorer 5.6, werd vrijgegeven op 18 augustus 2000 en was exclusief voor Windows Whistler.

### Internet Explorer 6
Internet Explorer 6 werd vrijgegeven op 27 augustus 2001, enkele maanden voor Windows XP. Deze versie bracht ondersteuning voor DHTML, CSS level 1, DOM level 1 en SMIL 2.0. De MSXML-engine was ook bijgewerkt naar versie 3.0. Verder was er ook een nieuwe versie van de Internet Explorer Administration Kit (IEAK) meegeleverd, Media bar, Windows Messenger-integratie, automatische afbeelding, P3P en een nieuwe interface voor Windows XP toegevoegd die beter paste bij de Windows XP interface Luna. Internet Explorer 6 SP1 verbeterde vele lekken en werd meegeleverd met Windows XP SP1. In 2002 werd het Gopher protocol standaard uitgeschakeld, de ondersteuning ervoor werd in Internet Explorer 7 definitief verwijderd. Internet Explorer 6 SP2 werd vrijgegeven op 6 augustus 2004, samen met Windows XP SP2 een ook deze release verbeterde enkele beveiligingslekken, ook de knoppen in IE werden gewijzigd. Internet Explorer 6 beschikte ook over een nieuw logo, de blauwe e was lichter geworden en kreeg een 3D-uiterlijk. In vroege versies van Windows Vista werd Internet Explorer 6.05 meegeleverd. Deze versie werd nooit uitgegeven.
Microsoft raadt IE6 intussen af en meldt dat gebruikers van de browser moeten upgraden naar Internet Explorer 8, de laatste IE voor Windows XP. Sommige bedrijven hebben nog niet geüpgraded, omdat ze bijvoorbeeld Windows 2000 gebruiken. De laatste IE voor die versie van Windows was versie 6. Microsoft heeft ook een website gelanceerd, https://web.archive.org/web/20110304205645/http://ie6countdown.com/, met als doel om het gebruik van Internet Explorer 6 wereld wijd onder de 1% te krijgen. In oktober 2014 had IE6 volgens IE6CountDown nog 1,7% in handen. België en Nederland hebben beide nog 0,2% marktaandeel voor Internet Explorer 6. China presteert het slechts met nog 5,2%. India staat voorlaatste met 1,2%. In november 2014 zakte Internet Explorer 6 onder het gestelde doel naar 0,96%.

### Internet Explorer 7

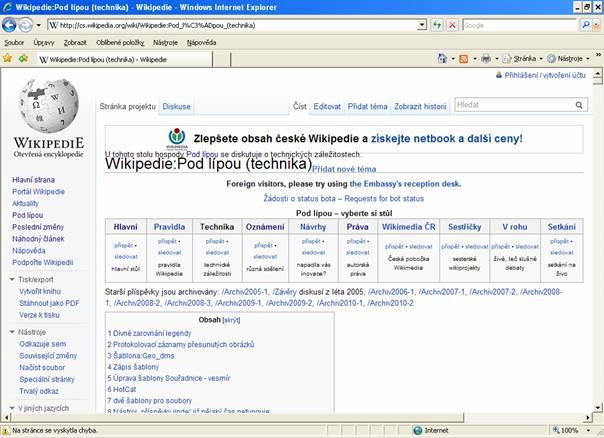
Wikipedia in Internet Explorer 7.

Internet Explorer 7 werd vrijgegeven op 18 oktober 2006. Nieuw was de verbeterde ondersteuning voor webstandaarden, getabd surfen, een zoekvak in de browser, ondersteuning voor IDN, een feedlezer en een antiphishingfilter. Met IE7 is Internet Explorer niet langer gekoppeld aan de Windows Shell. Internet Explorer 7 is gebundeld met Windows Vista en Windows Server 2008. Ook is het beschikbaar voor Windows XP Service Pack 2 en later, en Windows Server 2003 Service Pack 1 en later. Met versie 7 werd de volledige naam, Microsoft Internet Explorer, ook gewijzigd in Windows Internet Explorer. Internet Explorer 7.1 werd meegeleverd met de eerste bèta van Windows 7, maar in latere versies werd deze vervangen door Internet Explorer 8.

### Internet Explorer 8
Internet Explorer 8 werd vrijgegeven op 19 maart 2009. De ontwikkeling is gestart in augustus 2007. Op 5 maart 2008 kwam de eerste bèta uit voor het grote publiek. Op 27 augustus 2008 werd deze opgevolgd door bèta 2. IE8 wordt ondersteund voor Windows XP SP2 en SP3, Windows Server 2003 SP2, Windows Vista en Windows Server 2008. IE8 is meegeleverd met Windows 7. De eerste Release Candidate werd vrijgegeven op 26 januari 2009. Internet Explorer 8 Final kwam er uiteindelijk op 19 maart 2009. De ondersteuning voor RSS, CSS en Ajax verbeteren waren de prioriteiten van Microsoft voor IE8. IE8 voldoet veel beter aan de webstandaarden en bevat een volledige ondersteuning voor CSS2.1. Al deze aanpassingen zorgen ervoor dat IE8 slaagt voor de Acid2-test. Om problemen met compatibiliteit te voorkomen beschikte IE8 ook over een functie om de rendering van IE7 te gebruiken (de compatibiliteitsmodus). IE8 bracht ook een verbeterde ondersteuning voor JavaScript, toch slaagt IE8 niet voor de Acid3-test met 20/100. In IE8 werden ook functies als de Favorietenbalk, het SmartScreen-filter (om tegen phishing en malware te helpen beschermen), InPrivate Browsing (om te surfen zonder dat geschiedenis, tijdelijke bestanden of cookies werd opgeslagen) en WebSlices geïntroduceerd. Dit was de laatste versie voor Windows XP.

### Internet Explorer 9
Internet Explorer 9 is vrijgegeven op 14 maart 2011. De ontwikkeling van IE9 begon snel na de release van IE8. Op MIX 10 liet Microsoft een eerste Platform Preview van IE9 zien. Deze versie bevat geen gebruikersinterface en was bedoeld voor ontwikkelaars. Om de 6 weken kwam Microsoft met een nieuwe Platform Preview, 8 in totaal. De eerste bèta werd vrijgegeven tijdens een evenement in San Francisco met het thema "the beauty of the web" op 15 september 2010. De RC werd vrijgegeven op 10 februari 2011. Internet Explorer 9 Final werd vrijgegeven op 14 maart 2011.
Internet Explorer 9 is enkel beschikbaar voor Windows Vista SP2, Windows 7 en Windows Server 2008. Het ondersteunt nieuwe mogelijkheden van CSS3, ICC v2 en v4. Ook zijn de prestaties voor JavaScript verbeterd. Verder werd er ondersteuning voor hardwareacceleratie toegevoegd met Direct2D, DirectWrite en werd de volledige UI werd vernieuwd, samen met het logo, en werd er een nieuwe beschermingsfunctie genaamd Application Reputation aan het SmartScreen-filter toegevoegd. Hoewel IE9 eerst 95/100 scoorde op de Acid3-test, is dit door een wijziging van Acid3 in september 2011 veranderd in 100/100.

### Internet Explorer 10

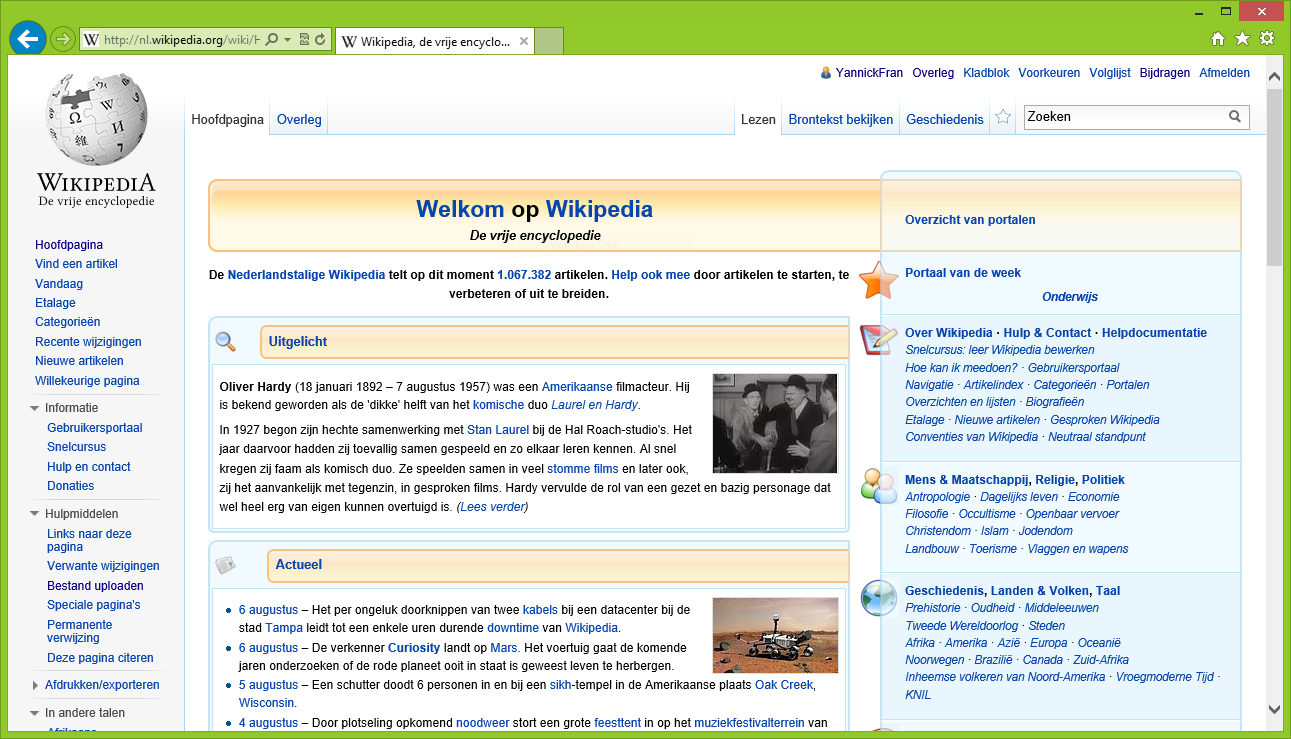
Internet Explorer 10 op Windows 8.

Internet Explorer 10 wordt standaard meegeleverd met Windows 8. Het programma werd in april 2011 aangekondigd op MIX 11 in Las Vegas. Ook de eerste Platform Preview werd vrijgegeven. Er werd iedere 12 weken een Platform Preview vrijgegeven. De ondersteuning voor CSS3 en HTML5 werden drastisch verbeterd. Het SmartScreen-filter werd geïntegreerd met Windows zelf. Met Internet Explorer 10 vervalt de ondersteuning voor Windows Vista. Alleen Windows 7 en Windows 8 ondersteunen IE10. Internet Explorer 10 is sinds 15 augustus beschikbaar voor mensen met een MSDN- of Technet-account doordat deze gebundeld is met Windows 8. Sinds vrijdag 15 maart 2013 is de definitieve versie IE10 via Windows Update beschikbaar voor Windows 7.

### Internet Explorer 11

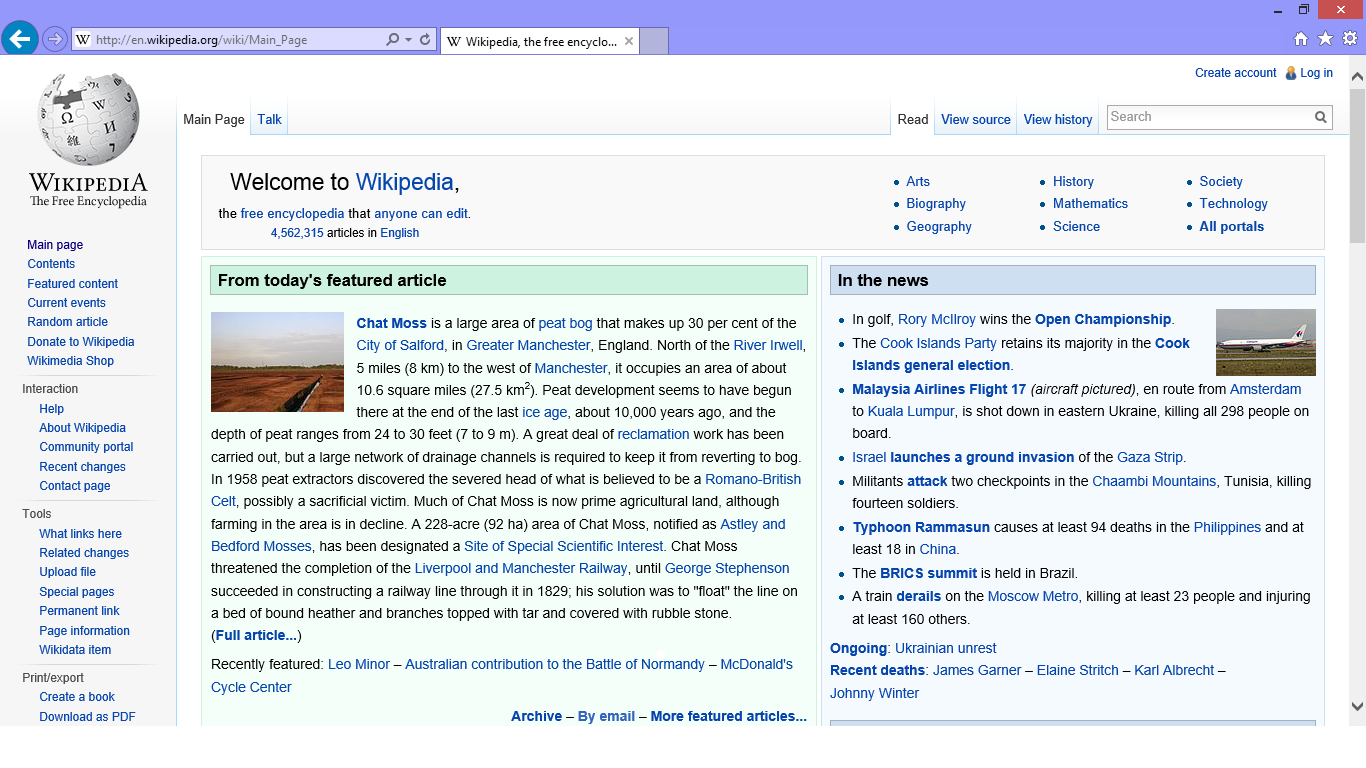
Internet Explorer 11 op Windows 8.1.

Internet Explorer 11 is onderdeel van Windows 8.1. In IE11 zijn er verbeteringen te vinden voor de ondersteuning van HTML5 en CSS3. Ook biedt IE11 ondersteuning voor het synchroniseren van tabbladen. De user agent string (UAS) van Internet Explorer heeft ook drastische wijzigingen ondergaan. Waar de browser vroeger nog MSIE werd genoemd, is dit verkort naar IE. Ook is like Gecko toegevoegd aan de UAS. Microsoft zou dit hebben gedaan om ervoor te zorgen dat Internet Explorer geen oude CSS-code meer doorkrijgt zoals deze werd geschreven voor Internet Explorer 6 en 7. De compatibiliteitsmodus is ook gedeeltelijk verdwenen. Internet Explorer ondersteunt nu ook WebGL en SPDY. Verder is er een click-to-callfunctie toegevoegd. De Modern UI-versie van IE heeft een volledig nieuw jasje gekregen en bevat nu een downloadbeheerder. Ook is het nu mogelijk om mappen te gebruiken in favorieten. Verder ondersteunen vastgepinde websites nu ook andere formaten dan de standaard vierkante tegel die door Internet Explorer 10 wordt gebruikt en kunnen RSS-feeds worden toegevoegd aan deze tegels, zodat deze zich ook gedragen als Live-tegels. De Modern UI-app heeft ook een nieuwe functie genaamd "Leesweergave". Die toont de primaire content van een pagina zonder CSS in een weergave die makkelijker moet zijn om in te lezen. Deze kleur en lettergrootte van Leesweergave kan worden aangepast.
Op 8 april 2014 gaf Microsoft een bijgewerkte versie van Internet Explorer 11 uit onder het versienummer 11.0.7. Deze update voegde enkele nieuwe opties toe aan de ontwikkelaarshulpmiddelen. Het verbeterde de ondersteuning voor WebGL en ECMAScript 5.1. Ook werd het nieuwe "Enterprise mode" toegevoegd. Deze functie combineert de renderingengine van Internet Explorer 8 met de snelheid en veiligheid van Internet Explorer 11 en is gericht op bedrijven die vastzitten aan applicaties die ontwikkeld zijn voor IE8. Ook is de "Leesmodus"-knop in de Modern UI-versie van IE11 groter en heeft deze een blauwgekleurde achtergrond om beter in het oog te springen. Verder bevatte deze update nog diverse verbeteringen op het gebied van beveiliging, stabiliteit en snelheid. De update is onderdeel van Windows 8.1 Update. Het is de standaardversie voor Windows Phone 8.1 en wordt ook aangeboden voor Windows 7.
Op 10 juni 2014 gaf Microsoft Internet Explorer 11.0.9 uit, waarbij er verbeterde ondersteuning voor verticale lettertypen werd toegevoegd. De volgende grote update kwam er met versie 11.0.11 op 12 augustus 2014. De ontwikkelaarshulpmiddelen werden onder handen genomen en een groot aantal nieuwe functies werden toegevoegd. Verder werd de ondersteuning voor WebGL verbeterd en werd de basis gelegd voor ondersteuning van WebDriver, wat in een latere update volledig zou worden ondersteund. Ook werden enkele verbeteringen doorgevoerd in de beveiliging. Zo worden voortaan verouderde ActiveX-elementen standaard geblokkeerd, op Java na, die vanaf versie 11.0.12 zal worden geblokkeerd. Verder werden verschillende problemen hersteld. Microsoft kondigde ook aan dat het Update Tuesday voortaan vaker zal aangrijpen om nieuwe functies toe te voegen aan Internet Explorer.
Op 9 december 2014 gaf Microsoft opnieuw een grote update voor Internet Explorer 11 uit. Deze keer werden de ontwikkelaarshulpmiddelen aangepast. De interface werd voorzien van een update om de hulpmiddelen makkelijker in gebruik te maken. Verder werden nog diverse andere functies toegevoegd. Voor Windows 10 build 10240 leverde Microsoft dezelfde versie van Internet Explorer 11 mee als op Windows 8.1, enkel het build-nummer verschilde (10240 in plaats van 9600). Op 12 november 2015 rolde Microsoft de November Update uit naar Windows 10-gebruikers. Zij kregen als onderdeel daarvan Internet Explorer 11.0.25 versie 11.3.10586.0. Deze update bevatte verbeteringen aan de Enterprise Modus die in moet staan om compatibiliteit te garanderen met eerdere versies. Onder andere het beheer van compatibiliteitlijsten en wisselen tussen Internet Explorer en Microsoft Edge werd makkelijker gemaakt.

### Internet Explorer 12
Internet Explorer 12 (afgekort IE12) was een geplande versie van de webbrowser Internet Explorer, ontwikkeld door Microsoft. Het was bedoeld als de opvolger van Internet Explorer 11, dat uitgebracht werd in 2013, samen met Windows 8.1. Internet Explorer 12 zou de standaardbrowser zijn geworden op Windows 10. Later werd echter besloten om Microsoft Edge als standaardbrowser mee te leveren in het OS en Internet Explorer enkel de nieuwe engine van Edge mee te geven, maar ook die plannen werden gestaakt. Uiteindelijk werd Internet Explorer 11 zonder aanpassingen geleverd op Windows 10. De browser is een korte tijd beschikbaar geweest voor Windows 7 en Windows 8.1.
Microsoft kondigde Internet Explorer Developer Channel voor het eerst aan in een blogpost op de officiële Internet Explorer Blog, maar haalde de update voor de browser ook al aan op Microsoft Build 2014 en de status website van Internet Explorer. De eerste testversie is vrijgegeven op 16 juni 2014, bijna 1 jaar na de vrijgave van de eerste Internet Explorer 11-bèta. De Developer Channel-versie werd in oktober 2014 opgevolgd met de eerste Technical Preview. In de 3de Technical Preview werd Internet Explorer opnieuw voorzien van een update. Een laatste testversie werd vrijgegeven op 23 januari 2015.
Deze versie van Internet Explorer zou ondersteuning bieden voor HSTS, een encryptieprotocol. Ook ondersteuning voor HTTP/2 stond gepland. Het was de eerste versie sinds Internet Explorer 1 die een codenaam meekrijgt, namelijk Spartan. De ondersteuning voor WebGL zou verder uitgebreid worden, er zou ondersteuning komen voor ECMAScript 6 en de ondersteuning voor CSS3, HTML5 en JavaScript werd verder uitgebreid, samen met nog diverse andere wijzigingen en nieuwe API's, zoals de GamePad-API en Selection-API. Verder maakte Microsoft bekend op Microsoft Connect dat Internet Explorer 12 substantiële wijzigingen aan de interface zou bevatten.
Op 16 juni 2014 gaf Microsoft de eerste van een reeks Developer Channel-versies vrij. Deze versie van Internet Explorer bevatte ondersteuning voor de GamePad-API, verbeterde ondersteuning voor WebGL en ondersteuning voor WebDriver. Op 12 november 2014 werd in de derde Windows Technical Preview een nieuwe versie van Internet Explorer meegeleverd. Deze bevatte onder meer verschillende verbeteringen voor de ondersteuning van ECMAScript 6, een snellere JavaScript-engine en HTTP/2-ondersteuning. In deze update maakte Trident plaats voor Internet Explorers nieuwe Edge-renderengine. Microsoft kondigde later ook aan dat de versie 12 ook het begin zal zijn voor de ondersteuning van HTML5.1.
Op 24 maart 2015 kondigde Microsoft aan dat Windows 10 opnieuw voorzien zou zijn van Internet Explorer 11 en dat de browser, in tegenstelling tot de eerdere planning, niet voorzien zou worden van de nieuwe Edge-engine. In plaats daarvan zal Internet Explorer 11 blijven zoals het is in Windows 8.1. De opgegeven reden is dat op deze manier de compatibiliteit met eerdere versies beter wordt bewaard. Gelijktijdig werd aangekondigd dat "Project Spartan" ook geen gebruik zou maken van Internet Explorers Trident-engine.

## Integratie
Met de introductie van Windows 98 werd Internet Explorer meegeleverd als deel van het besturingssysteem. Dit was een omstreden zet, en aanleiding tot verschillende rechtszaken, waaronder de zeer grote mededingingsrechtszaak van 19 Amerikaanse staten en de Amerikaanse federale overheid.
De integratie van Internet Explorer leverde Microsoft het voordeel op dat men verschillende besturingssysteemfuncties, zoals het helpsysteem en de weergave van mappen kan weergeven door middel van HTML. Het betreffende Windowsonderdeel genereert dan HTML, waarna dit door Internet Explorer in beeld wordt omgezet.
Alhoewel dit voordeel onomstreden is, is de algemene visie dat dit niet de ware reden voor de integratie van Internet Explorer is geweest. Destijds was een aantal bedrijven bezig initiatieven te lanceren die voor Microsoft potentieel gevaarlijk waren. Zo waren onder andere Sun en Oracle bezig met een netwerkcomputer, die Java-applicaties via internet downloadde en uitvoerde. Gezien de platformonafhankelijkheid van Java zou dit een aanval op de positie van Microsoft zijn geweest.
Verder was de trend gaande veel meer applicaties via websites aan te bieden, zo hebben we tegenwoordig telefoongidsen, reisplanners, e-mailprogramma's en veel meer via het web. Ook deze zijn platformonafhankelijk.
Microsoft reageerde met onder andere de volgende maatregelen:
- Er werd een eigen versie van Java geprogrammeerd, die extra functionaliteit bood ten opzichte van die van Sun. Programma's die hiervan gebruikmaakten werkten alleen met de Microsoft Java-implementatie.
- Er werd een ontwikkelomgeving voor Java ontwikkeld, Visual J++. Programma's die hiermee gemaakt werden, gebruikten de functionaliteiten van de Microsoft Java-implementatie. Visual J++ werd agressief de markt in gedrukt, veel cd's werden gratis weggegeven.
- Er werden uitbreidingen op HTML bedacht die alleen met Internet Explorer werkten.
- Er werd een HTML-ontwikkelpakket uitgebracht (FrontPage), dat deze uitbreidingen in websites inbouwde.

De bovenstaande maatregelen dienden dus in hoofdzaak om ontwikkelaars aanbod te laten ontwikkelen dat beter of alleen met Internet Explorer werkte. Ontwikkelaars doen dit echter alleen als het overgrote deel van hun doelgroep hier niet mee in de problemen komt. Met andere woorden, het was noodzakelijk dat iedere consument over de Internet Explorer-browser beschikte. De eenvoudigste manier is de browser met het besturingssysteem mee te leveren.
Deze tactiek was succesvol. Alhoewel Sun Microsystems door middel van een rechtszaak Microsofts variant van Java tot staan wist te brengen, lukte het Microsoft op andere gebieden haar doel te bereiken. Dit werd nog bevorderd doordat concurrent Netscape een flink stuk van zijn marktaandeel begon kwijt te raken aan Internet Explorer.

## Besturingssystemen
Internet Explorer heeft met zijn verschillende versies ook verschillende besturingssystemen ondersteund voor verschillende platformen. De meeste versies zijn enkel beschikbaar voor Windows, maar ook voor OS/2, Mac OS en UNIX zijn er versies beschikbaar geweest. De enorme groei van het internet heeft ervoor gezorgd dat het totaal aantal gebruikers bij een marktaandeel van 90% is gestegen van 60 miljoen mensen in 1997 naar 900 miljoen in 2007. Het resultaat was dat Internet Explorer 7 en later veel meer gebruikers had dan al zijn voorgangers bij elkaar opgeteld.
De lancering van IE7 zorgde voor een enorme daling in het marktaandeel van IE6. In februari 2007 had IE6 50% van de markt in handen, terwijl IE7 al 29% wist te veroveren in 4 maanden tijd. Op dit moment is Internet Explorer 5.x de versie van Internet Explorer die het meest aantal besturingssystemen heeft ondersteund, waaronder Mac OS 9, Mac OS X, Unix en alle ondersteunde Windowsversies in die tijd. Internet Explorer 5.0, 5.5, 6.0, 7.0 en 8.0 zijn ook nog geporteerd naar Linux door het IEs4Linux-project, maar deze waren onofficieel.
| Legenda | Legenda           | Legenda | Legenda  | Legenda     |
| ------- | ----------------- | ------- | -------- | ----------- |
| Ja      | Onder voorwaarden | Nee     | Onbekend | Meegeleverd |

### Microsoft Windows
|       | Jaar | Layout-engine | 10   | 8.1  | 8    | 7    | Vista | XP   | Me   | 2000 | 98   | NT 4.0 | 95      | NT 3.51 | NT 3.5 | NT 3.1 | 3.1x |      | Phone | Xbox |
| Jaren |      |               | 2015 | 2013 | 2012 | 2009 | 2006  | 2001 | 2000 | 2000 | 1998 | 1996   | 1995    | 1995    | 1994   | 1993   | 1992 |      |       |      |
| IE11  | 2013 | Trident 7.0   | Ja   | Ja   | Nee  | Ja   | Nee   | Nee  | Nee  | Nee  | Nee  | Nee    | Nee     | Nee     | Nee    | Nee    | Nee  | 8.1  | Nee   |      |
| IE10  | 2012 | Trident 6.0   | Nee  | Nee  | Ja   | Ja   | Nee   | Nee  | Nee  | Nee  | Nee  | Nee    | Nee     | Nee     | Nee    | Nee    | Nee  | 8.0  | One   |      |
| IE9   | 2011 | Trident 5.0   | Nee  | Nee  | Nee  | Ja   | Ja    | Nee  | Nee  | Nee  | Nee  | Nee    | Nee     | Nee     | Nee    | Nee    | Nee  | 7.5  | 360   |      |
| IE8   | 2009 | Trident 4.0   | Nee  | Nee  | Nee  | Ja   | Ja    | Ja   | Nee  | Nee  | Nee  | Nee    | Nee     | Nee     | Nee    | Nee    | Nee  | 7.0² | Nee   |      |
| IE7   | 2006 | Trident       | Nee  | Nee  | Nee  | Nee  | Ja    | Ja   | Nee  | Nee  | Nee  | Nee    | Nee     | Nee     | Nee    | Nee    | Nee  | 7.0² | Nee   |      |
| IE6   | 2001 | Trident       | Nee  | Nee  | Nee  | Nee  | Nee   | Ja   | Ja   | Ja   | Ja   | Ja     | Nee     | Nee     | Nee    | Nee    | Nee  | 7.0² | Nee   |      |
| IE5.5 | 2000 | Trident       | Nee  | Nee  | Nee  | Nee  | Nee   | Nee  | Ja   | Ja   | Ja   | Ja     | Ja      | Nee     | Nee    | Nee    | Nee  | Nee  | Nee   |      |
| IE5   | 1999 | Trident       | Nee  | Nee  | Nee  | Nee  | Nee   | Nee  | Nee  | Ja   | Ja   | Ja     | Ja      | Ja16    | Nee    | Nee    | Ja16 | Nee  | Nee   |      |
| IE4   | 1997 | Trident       | Nee  | Nee  | Nee  | Nee  | Nee   | Nee  | Nee  | Nee  | Ja   | Ja     | Ja      | Ja      | Nee    | Nee    | Ja   | Nee  | Nee   |      |
| IE3   | 1996 | -             | Nee  | Nee  | Nee  | Nee  | Nee   | Nee  | Nee  | Nee  | Nee  | Ja     | JaOSR2  | Ja16    | Ja16   | Nee    | Ja16 | Nee  | Nee   |      |
| IE2   | 1995 | -             | Nee  | Nee  | Nee  | Nee  | Nee   | Nee  | Nee  | Nee  | Nee  | Ja     | JaOSR1  | Ja16    | Ja16   | Ja16   | Ja16 | Nee  | Nee   |      |
| IE1.5 | 1996 | Spyglass      | Nee  | Nee  | Nee  | Nee  | Nee   | Nee  | Nee  | Nee  | Nee  | Ja     | Ja      | Ja      | Ja     | Nee    | Nee  | Nee  | Nee   |      |
| IE1   | 1995 | Spyglass      | Nee  | Nee  | Nee  | Nee  | Nee   | Nee  | Nee  | Nee  | Nee  | Nee    | JaPlus! | Nee     | Nee    | Nee    | Nee  | Nee  | Nee   |      |

* Internet Explorer 6 SP2 is alleen beschikbaar voor Windows XP SP2 en Windows Server 2003 SP1 en SP2.

** De versies van IE in Windows 95 verschilde per OSR-release: versie 2.0 was meegeleverd met OSR1, versie 3.0 met OSR2 en versie 4.0 met OSR2.5.

16 16 bit-versie.

² Internet Explorer Mobile 7 is een samentrekking van Internet Explorer 6, 7 en 8.

### Overige
|       | Jaar | Layout-engine | IBM OS/2 vanaf 2.1 | Apple Mac OS                    | Apple Mac OS | Apple Mac OS                                   | Apple Mac OS     | Apple Mac OS | Unix HP-UX Solaris |
| X PPC | Jaar | Layout-engine | IBM OS/2 vanaf 2.1 | System 7.6 tot Mac OS 9.2.2 PPC | System 7 PPC | System 7.1 tot Mac OS 8.1 68K System 7.1.2 PPC | System 7.0.1 68K |              | Unix HP-UX Solaris |
| ----- | ---- | ------------- | ------------------ | ------------------------------- | ------------ | ---------------------------------------------- | ---------------- | ------------ | ------------------ |
| Jaren | -    | -             | 1993               | 2001                            | 1997         | 1994                                           | 1992             | 1991         | (1990s)            |
| IE5   | 1999 | Tasman        | Nee                | Ja€                             | Ja€          | Nee                                            | Nee              | Nee          | Ja                 |
| IE4.5 | 1999 | -             | Nee                | Nee                             | Ja€          | Ja                                             | Nee              | Nee          | Nee                |
| IE4   | 1997 | Trident       | Nee                | Nee                             | Ja           | Ja                                             | Ja               | Nee          | Ja                 |
| IE3   | 1996 | -             | Win16              | Nee                             | Ja€          | Ja                                             | Ja€              | Nee          | Bèta               |
| IE2   | 1995 | -             | Win16              | Nee                             | Ja           | Ja                                             | Ja£              | Ja£          | Nee                |
| IE1.5 | 1996 | Spyglass      | Nee                | Nee                             | Nee          | Nee                                            | Nee              | Nee          | Nee                |
| IE1   | 1995 | Spyglass      | Nee                | Nee                             | Nee          | Nee                                            | Nee              | Nee          | Nee                |

£IE2 en 2.0.1 hebben System 7.0.1 of hoger nodig. Internet Explorer 2.1 vereist System 7.1 of hoger.

€ IE3.01 is meegeleverd in Mac OS 8.0 en 8.1; IE4.01 met Mac OS 8.5 en 8.5.1; IE4.5 met Mac OS 8.6 tot en met 9.0.4; IE5 met Mac OS 9.1 tot en met 9.2.2 en Mac OS X 10.0; IE5.1 let Mac OS X 10.1; IE5.2 met Mac OS X 10.2.

¥ IE5 Macintosh Editie vereist Mac OS 7.6 of hoger. IE5.1, 5.1.4, 5.1.5, 5.1.6 en 5.1.7 vereisen Mac OS 8.0 of hoger of Mac OS 7.6.1.

## Marktaandeel
Hieronder staat een tabel met statistieken over het gebruik van Internet Explorer wereldwijd, gemiddeld per jaar.
| Legenda |  | Daling |  | Stijging |

|               | Totaal | IE11   | IE10   | IE9    | IE8    | IE7    | IE6    | IE5    | IE4    | IE3   | IE2   | IE1   |
| ------------- | ------ | ------ | ------ | ------ | ------ | ------ | ------ | ------ | ------ | ----- | ----- | ----- |
| Januari 2016² | 46,90% | 25,50% | 3,40%  | 5,96%  | 7,98%  | 0,29%  | 0,66%  | 0%     | 0,01%  | 0%    | 0%    | 0%    |
| 2015          | 53,95% | 25,09% | 4,98%  | 7,38%  | 14,24% | 0,40%  | 0,83%  | 0,01%  | 0,02%  | 0%    | 0%    | 0%    |
| 2014          | 58,30% | 17,35% | 6,87%  | 9,00%  | 20,64% | 0,95%  | 3,35%  | 0,02%  | 0,09%  | 0%    | 0%    | 0%    |
| 2013          | 56,73% | 1,32%  | 11,06% | 13,90% | 22,58% | 1,74%  | 5,80%  | 0,02%  | 0,13%  | 0%    | 0%    | 0%    |
| 2012          | 53,80% | -      | 0,16%  | 16,86% | 26,11% | 3,54%  | 7,05%  | 0%     | 0,01%  | 0%    | 0%    | 0%    |
| 2011          | 56,24% | -      | -      | 5,32%  | 32,93% | 7,22%  | 10,72% | 0,01%  | 0%     | 0%    | 0%    | 0%    |
| 2010          | 61,57% | -      | -      | -      | 30,74% | 12,43% | 18,26% | 0,03%  | 0%     | 0%    | 0%    | 0%    |
| 2009          | 67,57% | -      | -      | -      | 10,40% | 26,69% | 28,60% | 0,10%  | 0%     | 0%    | 0%    | 0%    |
| 2008          | 75,48% | -      | -      | -      | 0,24%  | 33,94% | 41,02% | 0,27%  | 0,01%  | 0%    | 0%    | 0%    |
| 2007          | 80,38% | -      | -      | -      | -      | 25,63% | 53,90% | 0,78%  | 0,06%  | 0%    | 0%    | 0%    |
| 2006          | 86,41% | -      | -      | -      | -      | 1,87%  | 82,27% | 2,21%  | 0,06%  | 0%    | 0%    | 0%    |
| 2005          | 89,06% | -      | -      | -      | -      | -      | 82,60% | 6,23%  | 0,12%  | 0%    | 0,01% | 0,10% |
| 2004          | 93,19% | -      | -      | -      | -      | -      | 77,32% | 15,40% | 0,31%  | 0,01% | 0,01% | 0,15% |
| 2003          | 93,74% | -      | -      | -      | -      | -      | 62,08% | 30,54% | 1,07%  | 0,02% | 0,03% | 0%    |
| 2002          | 93,03% | -      | -      | -      | -      | -      | 37,73% | 52,19% | 3,00%  | 0,06% | 0,06% | 0%    |
| 2001          | 88,20% | -      | -      | -      | -      | -      | 3,79%  | 76,02% | 8,01%  | 0,17% | 0,21% | 0%    |
| 2000          | 81,60% | -      | -      | -      | -      | -      | -      | 58,71% | 21,30% | 0,84% | 0,75% | 0%    |
| 1999          | 73,21% | -      | -      | -      | -      | -      | -      | 18,31% | 49,66% | 4,14% | 1,10% | 0%    |
| 1998          | 45,00% | -      | -      | -      | -      | -      | -      | -      | ?      | ?     | ?     | ?     |
| 1997          | 39,40% | -      | -      | -      | -      | -      | -      | -      | ?      | ?     | ?     | ?     |
| 1996          | 20,00% | -      | -      | -      | -      | -      | -      | -      | -      | ?     | ?     | ?     |
| 1995          | 2,90%  | -      | -      | -      | -      | -      | -      | -      | -      | -     | ?     | ?     |

² Cijfers van de laatste maand, ter vergelijking. De kleurcodes zijn afgespiegeld tegenover het laatste volledige jaar.

## Browseroorlog
Er ontstond een ware browseroorlog tussen Internet Explorer en Netscape Navigator. Op verreweg de meeste sites verscheen hetzij het groene logo "Best seen with Netscape Navigator" of het blauwe logo "Best seen with Internet Explorer". Het eerste was sterk in trek bij hobbyisten en academici, het tweede vooral bij grote bedrijven. De technologieën begonnen steeds verder uiteen te lopen. Op de website van Netscape was een toenemend aantal plug-ins te downloaden om alle nieuw opkomende technieken zoals streaming video, audio, vector graphics en 3D toe te kunnen passen op voor Netscape geschikte websites. Veel websitebouwers prefereerden echter het gebruik van automatisch installerende ActiveX-plug-ins, die alleen geschikt waren voor Internet Explorer. Aldus ontstond de situatie dat een flink deel van de sites alleen nog maar optimaal met Internet Explorer werkte. Verder zag Netscape zich genoodzaakt regelmatig upgrades van Navigator te ontwikkelen om gelijke pas te blijven houden met de zich razendsnel ontwikkelende internettechnologie. Zelfs al was de download voor niet-commerciële gebruikers gratis, het was in die tijd voor veel telefoon-modemgebruikers simpelweg te duur om steeds zo'n grote Netscape-update te downloaden, of weer op zoek te gaan naar een plug-in.
Voor de consument was de afweging snel gemaakt. Een extra browser, plug-in of update downloaden die minder websites kon bekijken dan Internet Explorer was niet logisch. In een snel tempo verdrong Internet Explorer Netscape en andere browsers van de markt.

### Rechtszaken
Dit was aanleiding tot een serie rechtszaken. Aanvankelijk probeerde eerst Netscape via de rechter de integratie van Internet Explorer te stoppen. Aanvankelijk won men, in hoger beroep werd Microsoft weer vrijgesproken. Hierna was het de beurt aan de welbekende antimededingingszaak van de Amerikaanse federale overheid en 19 Amerikaanse staten.
Microsoft werd veroordeeld wegens schending van de concurrentiewetten en kreeg als straf een bevel tot opsplitsing. Het bedrijf moest zich opsplitsen in een bedrijf voor besturingssystemen en een bedrijf voor applicatiesoftware (waaronder Internet Explorer) om zo opnieuw machtsmisbruik te voorkomen.
In hoger beroep werden de bevindingen bevestigd, echter de straf werd onredelijk bevonden. Dit deel van het proces diende overgedaan te worden. In een door velen als verdacht geziene zet was de Amerikaanse justitie opeens bereid tot een schikking. Hierbij werd Microsoft verplicht meer informatie over zijn eigen producten te verschaffen, bepaalde software-onderdelen in licentie te verstrekken en beperkende maatregelen die zij afnemers van producten oplegt (afnemers van Windows zijn met name de grote pc-fabrikanten), op te heffen. Een controlerende instantie werd in het leven geroepen om hierop toezicht te houden.

## Veiligheid
Internet Explorer is een belangrijk doelwit voor krakers, wormen en virussen gebleken. Hiervoor zijn verscheidene redenen te noemen:
- Populariteit: door te ontwerpen op veelgebruikte software is de effectiviteit het grootst, het probleem van een monocultuur.
- Slecht ontwerp: veel functionaliteit die in Internet Explorer is ingebouwd om websites puur op Internet Explorer te laten werken omvat toegang tot low-levelfuncties van het besturingssysteem. In oudere versies van Internet Explorer kon bijvoorbeeld een ActiveX-besturingselement in een website opgenomen worden. Hierbij kon een website dan vreemde code zonder toestemming van de gebruiker laten uitvoeren op diens computer.
- Ontwikkelaarsfouten: behalve ontwerpfouten zijn in Internet Explorer ook veel slordigheidsfouten zoals buffer overflows gevonden.

In reactie hierop heeft Microsoft de afgelopen jaren vrijwel maandelijks een of meer updates (patches genaamd) uitgebracht voor Internet Explorer, die kunnen worden geïnstalleerd met behulp van Windows Update. Als dit wordt verzuimd, zal een pc kwetsbaarder zijn voor virussen, wormen en andere malware.
Grote veranderingen kwamen met de komst van Windows XP Service Pack 2 op 10 augustus 2004, dat Internet Explorer voorzag van tal van beveiligingsverbeteringen, zoals een ingebouwde pop-up-blokkering en een informatiebalk en beveiligingswaarschuwingen, zodat de gebruiker beter beschermd en ingelicht wordt over (kwaadaardige) scripts.
Vanaf Internet Explorer 7 werd er nog meer beveiliging geïntroduceerd door het Phishingfilter/SmartScreen-filter, dat onveilige websites en downloads helpt blokkeren.

## Internet Explorer-standalone
Microsoft zegt dat het onmogelijk is om verschillende installaties van Internet Explorer op 1 en dezelfde computer te draaien. Sommige hackers zijn hier succesvol in geslaagd en maakten van Internet Explorer een standalone-applicatie.

### Standalone-installaties
Microsoft is gestopt met het uitbrengen van standalone-installaties voor Internet Explorer aan het publiek. Toch zijn er mensen die werken aan onofficiële procedures om de volledige installatie pakketten van Internet Explorer te downloaden. IE gebruikt een mogelijkheid die werd geïntroduceerd in Windows 2000, genaamd DLL-redirection, om oudere DLL's te kunnen laden.
- IE Collection is een installatieprogramma voor standaloneversies van IE8, IE7, IE6, IE5.5, IE5., IE4., IE3, IE2, IE1.5 en IE1.
- Microsoft Support biedt uitleg voor het downloaden van een volledige set installatiebestanden.

### Alternatieven
Het is ook mogelijk om Internet Explorer te installeren in Wine:
- IEs4Linux ondersteunt Internet Explorer 5.0, 5.5 en 6.0 in Wine. Het inbouwen van ondersteuning voor Internet Explorer 7 is gestart in augustus 2007 en voltooid met de laatste nieuwe versie beschikbaar in 2008. Dit pakket gebruikt de IE7-rendering-engine met de interface van IE6. Er is een blog post verschenen op 5 januari 2011 dat er, na 3 jaren stilte, werd gewerkt aan ondersteuning voor Internet Explorer 9.
- IETester is een compatibiliteitscontrole voor verschillende versies van Internet Explorer.

Microsoft komt zelf ook met een eigen alternatief. Met Windows Virtual PC en Hyper-V op nieuwe versies van Windows, levert Microsoft versies van Windows met daarop Internet Explorer.
- Windows 7 met Internet Explorer 8
- Windows 7 met Internet Explorer 9
- Windows 7 met Internet Explorer 10
- Windows 7 met Internet Explorer 11
- Windows 8.1 met Internet Explorer 11
- Windows 10 Anniversary Update met Internet Explorer 11 en Microsoft Edge 14
- Windows 10 Creators Update met Internet Explorer 11 en Microsoft Edge 15

### Compatibiliteitsmodus
In tegenstelling tot de bewering van Microsoft dat er slechts één versie van Internet Explorer kan zijn geïnstalleerd op een computer, is dit vroeger toch anders geweest.
Eerder versies van Internet Explorer zoals versie 5 beschikte over een compatibiliteitsmodus. Hiermee kon na de installatie van Internet Explorer 5 Internet Explorer 4 worden geïnstalleerd (dit was ook mogelijk op de Mac met IE5 geïnstalleerd, hier kon met IE4.5 als tweede versie installeren). Internet Explorer 8 beschikt terug over dit principe maar werkt anders: de compatibiliteitsmodus is nu een functie van de browser.

## Verwijderen
Terwijl het mogelijk is om via het overzicht van geïnstalleerde updates in Windows upgrades van Internet Explorer te verwijderen, is dit niet mogelijk met de standaard meegeleverde versie. Dit zou aan de integratie in Windows liggen.
De verwijdering van een voorgeïnstalleerde versie van Internet Explorer werd voorgesteld in de mededingingszaak United States v. Microsoft Corp. Een van Microsofts argumenten was dat Windows instabiel zou worden na het verwijderen van Internet Explorer.
Het verwijderen van Internet Explorer zou een aantal gevolgen hebben voor Windows. Programma's die gebruikmaken van bibliotheken die geïnstalleerd zijn door Internet Explorer zouden niet meer correct functioneren. Ook Windows Help en Ondersteuning zou niet meer werken na het verwijderen van Internet Explorer omdat dit gebruikmaakt van de browser-engine. In Windows XP en eerder, is het ook niet mogelijk om Microsofts Windows Update of Microsoft Update te gebruiken zonder IE. In een andere browser kan Windows Update niet worden aangeroepen. Sinds Windows Vista is Windows Update een onderdeel van het Configuratiescherm van Windows zelf. De automatische Windows Update is evenwel simpel buiten werking te stellen waarna men ad hoc en handmatig kan updaten met iedere andere browser.
Met Windows 7 heeft Microsoft de mogelijkheid toegevoegd om Internet Explorer 8 te verwijderen van Windows. De Internet Explorer-executable (iexplorer.exe) kan worden verwijderd zonder het beschadigen van Windows en onderdelen. Toch wordt Internet Explorer niet geheel verwijderd omdat Trident, de engine van Internet Explorer, door Windows wordt gebruikt voor onder andere de documentatie in Windows. Ook maken diverse programma's gebruik van Internet Explorer en is IE in Windows 8 nodig voor apps die in HTML en CSS kunnen worden geprogrammeerd.